# Brachymenium wilsonii
Brachymenium wilsonii là một loài rêu trong họ Bryaceae. Loài này được Mitt. A. Jaeger mô tả khoa học đầu tiên năm 1875.